# Монотонна функция
Монотонна функция е функция, която винаги или не намалява, или не нараства. Ако функцията f(x) е или нарастваща, или намаляваща в интервал [a,b], тя се нарича монотонна в този интервал. Казваме че функцията f(x) е нарастваща в затворен интервал [a,b], ако {\displaystyle f(x_{1})\leq f(x_{2})} за всяко {\displaystyle x_{1}<x_{2}}.
Функцията се нарича намаляваща ако {\displaystyle f(x_{1})\geq f(x_{2})} за всяко {\displaystyle x_{1}<x_{2}}.
Функцията е строго растяща ако имаме строго неравенство {\displaystyle f(x_{1})<f(x_{2})}
Функцията е строго намаляваща: {\displaystyle f(x_{1})>f(x_{2})}
Теорема (необходимо условие за монотонност): Ако функцията f(x) е растяща (намаляща) и диференцируема, то производната и f'(x)≥0
(f'(x)≤0) в отворения интервал (а,b).
Теорема (достатъчно условие): Ако f(x) е диференцируема и нейната производна f'(x)>0(<0) в отворения интервал (а,b), то f(x) е строго растяща (намаляща) в (а,b).